# ازناوه
روستای ازناوه در غرب شهرستان کاشان و در ۵۱ کیلومتری شهر کاشان واقع شده است (فاصله هوایی ازناوه تا کاشان ۳۷ کیلومتر است) ازناوه در دامنه شمالی اردهال قرار گرفته است و از روستاهای قدیمی واقع در این منطقه می‌باشد.

## محصولات
شغل اکثر سکنه آن دامداری و کشاورزی خرد است. مهمترین محصولات درختی و باغی آن از قدیم گردو و بادام و پرورش زنبور عسل و تولید عسل بوده و مهمترین فعالیت اقتصادی وابسته به کشاورزی سکنه آن تولید گلاب گل محمدی می‌باشد که در فصل بهار پس از جمع‌آوری از مزارع پرورش این گل تولید می‌شود. شغل اغلب زنان و دختران این روستا به شکل سنتی از قدیم قالی‌بافی بوده که در سالهای اخیر به دلیل رکود در بازار فرش سنتی ایران، از رونق آن کاسته شده‌است.

## موقعیت
این روستا در همسایگی نزدیک با روستای رهق و ارمک از هر طرف با فاصله دو کیلومتر قرار گرفته‌است.

## جمعیت
این روستا براساس سرشماری مرکز آمار ایران سال ۱۳۹۰ دارای جمعیت کل ۱۴۱ و جمعیت مرد ۶۱ و جمعیت زن ۸۰ می‌باشد. تعداد خانوار این روستا ۷۰ خانوار و دارای تعداد واحد مسکونی ۶۹ می‌باشد.
1. «: کمیته تخصصی نام نگاری و یکسان سازی نام های جغرافیایی ایران :». بایگانی‌شده از اصلی در ۲۹ اوت ۲۰۱۱. دریافت‌شده در ۱۹ ژوئیه ۲۰۱۱.